# 614667 Rogersmith
614667 Rogersmith este o planetă minoră (asteroid), cu un diametru de 1,834 km, din centura de asteroizi. A fost descoperită pe 15 iunie 2010 la Wise Observatory⁠(d) de Wide-field Infrared Survey Explorer⁠(d). 
Obiectul prezintă o orbită caracterizată de o semiaxă mare de 3,1171759805562 UAi, o excentricitate de 0,29438711527849, o înclinație de 14,775283754067 ° în raport cu ecliptica.